# Wolfgang Schluchter
Wolfgang Schluchter (* 4. April 1938 in Ludwigsburg) ist ein deutscher Soziologe. Seine Forschungsschwerpunkte sind soziologische Theorie (Max Weber), Kultursoziologie, Religionssoziologie sowie deutsche Gesellschaftsgeschichte. Er ist Mitherausgeber der Max-Weber-Gesamtausgabe bei der Bayerischen Akademie der Wissenschaften.

## Leben
Schluchter studierte an der Universität Stuttgart, der Eberhard-Karls-Universität Tübingen und der Ludwig-Maximilians-Universität München und an der Freien Universität Berlin (Soziologie, Wirtschaftswissenschaften, Politische Wissenschaft, Philosophie). Er erwarb das Diplom und promovierte an der Freien Universität Berlin. Seine Habilitation in Soziologie erfolgte an der Universität Mannheim.
Er war Professor für Sozialwissenschaft an der Universität Düsseldorf und ab 1976 Professor an der Universität Heidelberg. Von 1991 bis 1992 war er Gründungsdirektor für die Fächer Soziologie und Politische Wissenschaft an der Universität Leipzig, von 1997 bis 2002 für den Wiederaufbau der Universität Erfurt abgeordnet. In Erfurt arbeitete er als Max-Weber-Professor, Prorektor für Forschung und wissenschaftlichen Nachwuchs, Gründungsdekan des Max-Weber-Kollegs für kultur- und sozialwissenschaftliche Studien und Gründungsdekan der Staatswissenschaftlichen Fakultät. Von 2007 bis 2014 baute er zusammen mit Hans-Georg Kräusslich das Marsilius-Kolleg an der Universität Heidelberg auf.
Als Gastprofessor wirkte er an der Nationaluniversität Singapur, University of Pittsburgh, New School for Social Research New York, University of California at Berkeley, Chinese University of Hongkong, Universität Leipzig und Peking University.
Schluchter gab verschiedene Fachzeitschriften mit heraus, so die Soziologische Revue, die Zeitschrift für Soziologie und die Kölner Zeitschrift für Soziologie und Sozialpsychologie. Er ist Herausgeber von 6 Kommentarbänden zu Max Webers Religionssoziologie und von mehreren Bänden der Max Weber-Gesamtausgabe.
Seit 1973 ist er Mitglied der Deutschen Gesellschaft für Soziologie, davon 4 Jahre als stellvertretender Vorsitzender. Von 1976 bis 2006 war er regelmäßig Direktor des Instituts für Soziologie und Dekan zunächst der Fakultät für Sozial- und Verhaltenswissenschaften, dann der neu gegründeten Fakultät für Wirtschafts- und Sozialwissenschaften der Universität Heidelberg, von 1987 bis 1997 Mitglied des Verwaltungsrates der Universität Heidelberg. Von 1990 bis 2003 gehörte er verschiedenen Ausschüssen der Alexander von Humboldt-Stiftung an, u. a. dem Auswahlausschuss für die Vergabe von Forschungspreisen an ausländische Gastwissenschaftler, von 2001 bis 2003 als Vorsitzender. Von 2000 bis 2006 war er Mitglied des Wissenschaftsrates. Seit 1992 ist er Mitglied der Heidelberger Akademie der Wissenschaften, seit 2004 Auswärtiges Mitglied der Accademia delle Scienze di Torino (Italien).
2006 wurde Schluchter emeritiert. Sein Nachfolger auf dem Lehrstuhl wurde Thomas Schwinn.
Schluchter ist verheiratet und hat eine Tochter und zwei Söhne. Er lebt bei Heidelberg.

## Schriften
Schluchter hat es unternommen, Max Webers Forschungsprogramm einer „problemabhängigen Analyse der Abfolge von Strukturprinzipien ohne universalgeschichtlichen Anspruch“ zu rekonstruieren und weiterzuführen. In Die Entwicklung des okzidentalen Rationalismus hatte er Webers Projekt zunächst auch „Gesellschaftsgeschichte“ genannt. Bei einer Neuauflage der Schrift unter dem Titel Die Entstehung des modernen Rationalismus. Eine Analyse von Max Webers Entwicklungsgeschichte des Okzidents zog er diese Bezeichnung jedoch zurück, weil ihm nunmehr klar geworden war, dass bei Weber an Stelle des Begriffs der „Gesellschaft“ der Begriff der Ordnung stehe.
Bei der authentischen Rekonstruktion des Weber-Werkes geht es darum, die Zugaben der früheren Herausgeber zu isolieren und in der Abfolge der überlieferten Manuskripte die sich ändernde Problemstellung Webers herauszuarbeiten. In der Auseinandersetzung mit der von Friedrich H. Tenbruck aufgestellten Interpretation geht es vor allem um die Frage, inwieweit Weber selber eine Entwicklungstheorie angestrebt habe.

„Methodologisch geht es um den ‚evolutionstheoretischen Status‘ dieses Forschungsprogramms, sachlich um das Problem der gesellschaftlichen Rationalisierung, um eine gehaltvolle empirisch-historisch angelegte Rationalisierungstheorie.“

Schluchter verknüpft in seiner Schrift den Ansatz Webers mit der makrosoziologischen Debatte zwischen Niklas Luhmann und Jürgen Habermas, knüpft dabei aber auch an Émile Durkheim, Talcott Parsons und Immanuel Kant an. Für Webers methodologische Ausrichtung betont er die Relevanz der einschlägigen Schriften aus dem badischen Neukantianismus, insbesondere von Heinrich Rickert und Emil Lask. Dies ist in den Werken Religion und Lebensführung sowie Grundlegungen der Soziologie, jeweils zwei Bände, näher ausgeführt.

## Rezeption
M. Rainer Lepsius, als Schluchter 2007 mit der Großen Universitätsmedaille ausgezeichnet wurde: „Ohne die Präsenz Wolfgang Schluchters in Heidelberg würde der ‚Geist’ Max Webers, mit dem sich Heidelberg gerne schmückt, wieder zu einer blassen Erinnerung werden.“

## Ehrungen und Auszeichnungen
- 1993 Caspar-Borner-Medaille der Universität Leipzig
- 1994 Max-Planck-Forschungspreis, zusammen mit Shmuel N. Eisenstadt
- 2001 Bundesverdienstkreuz am Bande
- 2001 Erwin-Stein-Preis
- 2004 Ehrendoktorwürde der Universität Erfurt
- 2007 Große Universitätsmedaille der Universität Heidelberg ausgezeichnet.

## Veröffentlichungen
- (Hrsg.): Verhalten, Handeln und System. Talcott Parsons' Beitrag zur Entwicklung der Sozialwissenschaften, Suhrkamp, Frankfurt am Main 1980, ISBN 3-518-27910-6.
- Entscheidung für den sozialen Rechtsstaat. Hermann Heller und die staatstheoretische Diskussion in der Weimarer Republik. Kiepenheuer und Witsch, Köln/ Berlin 1968. (2. Auflage. Nomos, Baden-Baden 1983, ISBN 3-7890-0967-9) (ins Jap. übers.).
- Wertfreiheit und Verantwortungsethik. Zum Verhältnis von Wissenschaft und Politik bei Max Weber. Gesellschaft und Wissenschaft. J.C.B. Mohr (Paul Siebeck), Tübingen 1971, ISBN 3-16-532621-5 (ins Jap. übers.).
- Die Entwicklung des okzidentalen Rationalismus. Eine Analyse von Max Webers Gesellschaftsgeschichte. J.C.B. Mohr (Paul Siebeck), Tübingen 1979. (2. Auflage unter dem Titel: Die Entstehung des modernen Rationalismus. Eine Analyse von Max Webers Entwicklungsgeschichte des Okzidents. Suhrkamp, Frankfurt am Main 1998, ISBN 3-518-28947-0) (ins Engl., Ital., Jap. und Chin. übers.).
- mit Guenther Roth: Max Weber’s Vision of History. Ethics and Methods. University of California Press, Berkeley 1979. (2. Auflage. 1984, ISBN 0-520-05226-9.)
- Aspekte bürokratischer Herrschaft. Studien zur Interpretation der fortschreitenden Industriegesellschaft. Paul List, München 1972. (2. Auflage. Suhrkamp, Frankfurt am Main 1985, ISBN 3-518-28092-9, ins. Jap. übrs).
- Rationalismus der Weltbeherrschung. Suhrkamp, Frankfurt am Main 1980, ISBN 3-518-07922-0 (ins Engl., Ital., Jap. und Chin. übers.).
- Religion und Lebensführung. Suhrkamp, Frankfurt am Main 1988, Studienausgabe 1991. Band 1: Studien zu Max Webers Kultur- und Werttheorie. ISBN 3-518-28561-0, Band 2: Studien zu Max Webers Religions- und Herrschaftssoziologie. ISBN 3-518-28562-9 (teilw. ins Jap. übers.).
- Rationalism, Religion, and Domination. A Weberian Perspective. University of California Press, Berkeley 1989, ISBN 0-520-05659-0.
- Individuelle Freiheit und soziale Bindung. Winter, Heidelberg 1994, ISBN 3-8253-0187-7.
- Paradoxes of Modernity. Culture and Conduct in the Theory of Max Weber. Stanford University Press, Stanford 1996, ISBN 0-8047-2455-5 (ins Port. übers.).
- Unversöhnte Moderne. Suhrkamp, Frankfurt am Main 1996, ISBN 3-518-28828-8.
- Neubeginn durch Anpassung? Studien zum ostdeutschen Übergang. Suhrkamp, Frankfurt am Main 1996, ISBN 3-518-28863-6.
- Religion und Rationalismus. In: Wolfgang J. Mommsen und Wolfgang Schwentker (Hrsg.): Max Weber und das moderne Japan. Vandenhoeck & Ruprecht, Göttingen 1999.
- Individualismus, Verantwortungsethik und Vielfalt. Velbrück Wissenschaft, Weilerswist 2000, ISBN 3-934730-22-1.
- W. Schluchter, S. N. Eisenstadt, B. Wittrock (Hrsg.): Public Spheres and Collective Identities. Transaction Publishers, New Brunswick, New Jersey 2000.
- Hindrances to Modernity: Max Weber on Islam. In: Toby E. Huff und Wolfgang Schluchter (Hrsg.): Max Weber and Islam. Transaction Publishers, New Brunswick, New Jersey 2000.
- Psychophysics and Culture. In: Stephen Turner (Hrsg.): The Cambridge Companion to Weber. Cambridge University Press, Cambridge 2000.
- Handlungs- und Strukturtheorie nach Max Weber. In: Berliner Journal für Soziologie. Heft 1, 2000, S. 125–136.
- Rechtssoziologie als empirische Geltungstheorie. In: Horst Dreier (Hrsg.): Rechtssoziologie am Ende des 20. Jahrhunderts. Gedächtnissymposion für Edgar Michael Wenz. J.C.B. Mohr (Paul Siebeck), Tübingen 2000 (ins Chin. übers.)-
- Max Weber: Wirtschaft und Gesellschaft. Grundriß der verstehenden Soziologie (1921/22). In: Walter Erhart, Herbert Jaumann (Hrsg.): Jahrhundertbücher. Große Theorien von Freud bis Luhmann. Beck, München 2000.
- mit Peter E. Quint (Hrsg.): Der Vereinigungsschock – Eine vergleichende Betrachtung zehn Jahre danach. Velbrück Wissenschaft, Weilerswist 2001, ISBN 3-934730-44-2.
- (Hrsg.): Fundamentalismus, Terrorismus, Krieg. Velbrück Wissenschaft, Weilerswist 2003, ISBN 3-934730-67-1.
- mit Friedrich Wilhelm Graf (Hrsg.): Asketischer Protestantismus und der 'Geist' des modernen Kapitalismus. Max Weber und Ernst Troeltsch. Mohr Siebeck Tübingen 2005, ISBN 3-16-148546-7.
- Handlung, Ordnung, Kultur. Studien zu einem Forschungsprogramm im Anschluss an Max Weber. Mohr Siebeck, Tübingen 2005, ISBN 3-16-148545-9 (ins Span. übers.).
- Die Entzauberung der Welt. Sechs Studien zu Max Weber. Mohr Siebeck, Tübingen 2009, ISBN 978-3-16-150139-5 (ins Port. übers.).
- Grundlegungen der Soziologie. Eine Theoriegeschichte in systematischer Absicht. 2 Bände, Mohr Siebeck, Tübingen 2006 und 2007. ( (= UTB. Band . 4363). 2. Auflage. Mohr Siebeck, Tübingen 2015, ISBN 978-3-8252-4263-3.)
- Max Webers späte Soziologie. Mohr Siebeck, Tübingen 2016, ISBN 978-3-16-153383-9.
- Handeln im Kontext. Neue Studien zu einem Forschungsprogramm im Anschluss an Max Weber. Mohr Siebeck, Tübingen 2018, ISBN 978-3-16-155683-8.
- Mit Max Weber. Mohr Siebeck, Tübingen 2020, ISBN 978-3-16-159018-4.
- Empirische Geltungslehre. Wiesbaden 2023, ISBN 978-3-658-41188-6 (gedrucktes Buch), ISBN 978-3-658-41189-3 (E-Book).

## Einzelbelege
1. ↑  Wolfgang Schluchter: Die Entwicklung des okzidentalen Rationalismus. Eine Analyse von Max Webers Gesellschaftsgeschichte. J.C.B. Mohr (Paul Siebeck), Tübingen 1979, ISBN 3-16-541532-3, S. 13.
2. ↑  Wolfgang Schluchter: Vorwort zur Taschenbuchausgabe. In: ders: Die Entstehung des modernen Rationalismus. Eine Analyse von Max Webers Entwicklungsgeschichte des Okzidents. 1. Auflage. Frankfurt am Main 1988, ISBN 3-518-28947-0, S. 16f.
3. ↑  Friedrich H. Tenbruck: Das Werk Max Webers. In: Kölner Zeitschrift für Soziologie und Sozialpsychologie. Band 27, 1975, S. 663.
4. ↑  Vorwort zur Taschenbuchausgabe. In: ders: Die Entstehung des modernen Rationalismus. Eine Analyse von Max Webers Entwicklungsgeschichte des Okzidents. 1. Auflage. Frankfurt am Main 1988, ISBN 3-518-28947-0, S. 40.

| Personendaten    | Personendaten        |
| ---------------- | -------------------- |
| NAME             | Schluchter, Wolfgang |
| KURZBESCHREIBUNG | deutscher Soziologe  |
| GEBURTSDATUM     | 4. April 1938        |
| GEBURTSORT       | Ludwigsburg          |